# Maurice Prévost
Lucien Maurice Prévost (Reims, 22 settembre 1887 – Neuilly-sur-Seine, 27 novembre 1952) è stato un pioniere dell'aviazione e aviatore francese, noto per aver conquistato nel 1913, ai comandi di un Deperdussin Monocoque, la prima edizione della Coppa Schneider e, nello stesso anno, del Gordon Bennett Trophy.